# Fina Gómez Revenga
Josefina “Fina” Gómez Revenga (Maracay, Venezuela, 20 de octubre de 1920-Valle de Arán, Lérida, España, 17 de diciembre de 1997) fue una fotógrafa venezolana, pionera en la publicación de libros de fotografía y también mecenas.

## Biografía
Fina Gómez Revenga nació en Venezuela, pero siendo una niña se trasladó a Europa con su familia después de que su padre, José Vicente Gómez Bello, -vicepresidente de Venezuela desde 1922 e inspector general del Ejército- se alejase del gobierno, tras una disputa con su padre, el dictador Juan Vicente Gómez. Cuando tenía 10 años, su madre Josefina Revenga Sosa se quedó viuda, se mudaron a París y posteriormente contrajo matrimonio con Pedro Tinoco.
Desde muy joven se interesó por la pintura y el dibujo, pero su padrastro se negó a que se dedicase al arte. En una entrevista concedida a María Teresa Boulton para la revista Encuadre, describió su vida caracterizada por la holgura y el conflicto. En esa conversación -en la que recordó su condición de autodidacta- se realizó en París en febrero de 1993 decía: “Yo empecé con la fotografía como a los 16 años, estudiaba dibujo en París y me había ganado un premio que consistía en asistir a unas clases en el taller de un pintor. Mi padrastro me lo prohibió, entonces necesitaba expresarme y así empecé con la fotografía. Soy autodidacta, me compré una cámara y me fui para Nueva York. Primero llevaba una pequeña cámara, pero por mi miopía inmediatamente tuve que cambiarla por una Rolleiflex, que permitía enfocar por arriba. Yo misma revelaba, con un librito y preguntando en la tienda había un señor y yo me la pasaba allí, preguntándole, y a base de experiencia y de insistir e insistir yo aprendí a revelar”.

## Trayectoria
Debido a diversas razones Fina Gómez Revenga viajó y vivió en muchos países, Venezuela, Francia, Suiza, Brasil, Estados Unidos, Inglaterra y Argentina. En 1941 se estableció en Caracas donde montó un laboratorio fotográfico y se activó como fotógrafa. Al año siguiente, en 1942 obtuvo el Primer Premio en el Salón de Fotografía del Ateneo de Caracas. En 1945 viajó a Brasil y Argentina y realizó su primera exposición en el Ateneo de Caracas, luego regresó a París donde se dedicó a revelar y copiar sus fotografías. 
En 1951 exhibió en la Casa de América Latina en París, en la primera de cinco exposiciones que realizó en vida en Francia. Su sensibilidad por interpretar ambientes y sujetos resplandece en sus extraordinarios registros; su cercanía con el modelo o el objeto, hace de su creación fotográfica una expresión avasallante por la poética que conlleva. Retratos, paisajes y formas de la naturaleza son los temas predilectos de Fina Gómez.

### Publicaciones
Su primera producción editorial data de 1954: Fotografías. Reúne sus primeros trabajos, siendo el retrato la pauta temática. Trata sobre niños trabajadores de Francia y Venezuela, damas de la aristocracia caraqueña, troncos y raíces. Solamente se imprimieron 3.055 ejemplares (en los talleres Draeger Frères). Se imprimieron 55 en papel Marais “Licorne”, de extrema calidad, y firmados por la autora; y otros 3.000 ejemplares en papel Viélin Hélio. En el libro, las fotografías está acompañadas de los versos de la poeta surrealista francesa Lise Deharme en un intento de vincular la lírica con la cargada emotividad de las imágenes.
Su segundo libro es Raíces (París 1956) y lo sigue Piedras (París 1958) con un texto de Pierre Seghers, presentado en una exposición. 
En 1964 edita 0 Grados, Norte Franco con textos de la poeta venezolana Ida Gramcko, donde trabaja con los restos de un barco encallado y que dará lugar a exposiciones recientes que buscan relecturas de su obra. 
En 1965 publicó Diálogo con texto de Seghers. En el Museo de Bellas Artes en Caracas expuso en tres ocasiones, la última fue en 1969 en la que presentó “El barco, 76 fotografías de Fina Gómez”. Sus fotografías tienen un formato de estética modernista, que hace de los sujetos y objetos representaciones simbólicas, sugiriendo formas acabadas o “bellas”, cuyo fin es la contemplación o la evocación melancólica. Su trabajo está exento de instantaneidad y muestra un imaginario personal alejado de cualquier connotación social o política. 
Fotografías fue pionero en el género del fotolibro en Venezuela. También en sus trabajos Las Piedras y 0 Grados, Norte Franco combinó la poesía con la imagen, aunque su obra sobre todo se caracterizó por resaltar la morfología natural de las cosas.

### Mecenazgo
Además de la fotografía, estuvo muy interesada en la cerámica, coleccionando más de 500 obras de famosos ceramistas, y creando en 1968 un taller de cerámica en su hotel para un amigo ceramista venezolano. Fue activa promotora de exposiciones de cerámica en Venezuela y varios países de Europa su colección de cerámica fue exhibida en el Museo de la Publicidad y las Artes Decorativas del Louvre en París, asimismo, creó la Fundación Fina Gómez, que promovió activamente el arte y a través de la cual se impulsaron proyectos culturales y educativos, y se otorgaron becas a artistas como Pascual Navarro, María Zambrano y Alejandro Vidal.

## Legado y reconocimientos
Tal como lo explica la periodista Johanna Pérez Daza, "el trabajo de Fina Gómez se inserta en la dinámica participación de las mujeres en la vida cultural del momento, un animoso despertar que abarcó la gestión y la promoción, así como la creación artística en distintas disciplinas (pintura, música, teatro, cine) y su progresiva incorporación y reconocimiento en los circuitos de validación establecidos".
La mayor parte de su archivo fotográfico se conserva en Francia, y aunque en Venezuela se guarda poco de su trabajo, 6 imágenes de su serie Raíces fueron las primeras en incorporarse a la Galería de Arte Nacional como inicio de su colección fotográfica en 1978. También El Archivo Fotografía Urbana, conserva actualmente varias de sus imágenes. 
En 1992 ganó el Premio Nacional de Fotografía, siendo la primera mujer venezolana que lo consiguió.
Fina Gómez Revenga fue reconocida en varias de las antologías sobre el recorrido de la foto en Venezuela. Aparece en Venezuela 40 años de fotografia artistica na Venezuela (Museo de Arte Contemporáneo, Universidad de São Paulo, 1985), Anotaciones sobre la fotografía venezolana contemporánea (Monte Ávila Editores, 1990), El hecho fotográfico en Venezuela, 1847-1997 (GAN, 1998), Fotografía en Venezuela 1960-2000 (La Galaxia, 2001), Maestros de la fotografía en Venezuela (Total Oil and Gas Venezuela B.V, 2014), entre otros.

## Obras
- Fotografías, (1954)
- Raices, (1956)
- Piedras,[9] (1958)
- 0 Grados, Norte Franco (1964)
- Dialogo, (1965)

## Exposiciones Individuales
- 1945 Ateneo de Carcas
- 1951 Casa de América Latina, París
- 1955 Librería Española, París
- 1956 “Raíces”, Galería Boler, París/ “Exposición de Fotografía de Fina Gómez”, MBA
- 1958 Galería Boler París
- 1964 “0 Grados, Norte Franco”, MBA
- 1969 “Sobre Papel. El Barco, 76 fotografías de Fina Gómez”, MBA

## Premios
- 1942 Primer premio, Salón de Fotografía del Ateneo de Caracas
- 1992 Premio Nacional de Fotografía, Caracas